# Lasippa patalina
Lasippa patalina är en fjärilsart som beskrevs av Semper 1892. Lasippa patalina ingår i släktet Lasippa och familjen praktfjärilar. Inga underarter finns listade i Catalogue of Life.